# Germanii din Polonia

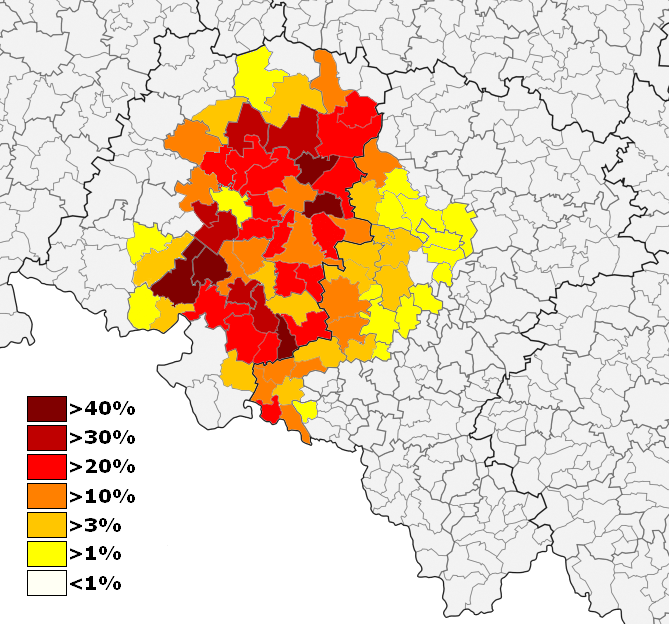
Minoritatea germană în voievodatele Opole și Silezia

Minoritatea germanilor polonezi este cea mai mare minoritate națională în Polonia actuală. Reprezintă rămășițele populației germane din teritoriile pierdute de Germania în favoarea Poloniei la 2 august 1945, după trasarea frontierei dintre cele două țări de-a lungul liniei Oder-Neisse. Conform prevederilor Conferinței de la Potsdam populația germană din ținuturile situate la est de linia Oder-Neisse urma să fie expatriată în Germania. Între 1945-1950 cca 9 milioane etnici germani din teritoriile cedate URSS și Poloniei au fost expulzați. Pe teritoriile poloneze rămîneau doar 1,23 milioane de foști cetățeni ai Germaniei, dintre care cca jumătate erau etnici polonezi (în Silezia Superioară și în Mazuria), iar cealaltă jumătate erau etnici germani pe care așa-numita "comisie de verificare", creată de statul comunist polonez, i-a calificat drept polonezi germanizați (urmînd să fie supuși politicii de "repolonizare"). Din aceste considerente statisticile poloneze de pînă în 1990 nu atestau o minoritate germană. În 1990, cînd Germania reunificată a recunoscut ca definitivă actuala frontieră polono-germană, noile autorități de la Varșovia au recunoscut existența minorității germane, oferindu-i (ca și celei mai mari minorități naționale) o serie de drepturi suplimentare (este unica minoritate ce dispune de două locuri în Sejmul Poloniei). Conform estimărilor germanii polonezi numără cca 500 mii persoane (1,3 % din populația Poloniei), deși la recensămîntul populației din 2002 doar 150 mii persoane s-au declarat germani (o parte importanta a germanilor polonezi au preferat să se declare "silezieni"). Cei mai mulți germani din Polonia trăiesc în Silezia, mai ales în voievodatul Opole, unde reprezintă ca. 1/3 din totalul populației. În acest voievodat partidul etnicilor germani face parte și din coaliția regională de guvernămînt. Cca 104 mii etnici germani locuiesc în Silezia Superioară și încă 16 mii în Voievodatul Varmia și Mazuria. 
| regiune                           | populație  | Germani | % Germani |
| --------------------------------- | ---------- | ------- | --------- |
| Polonia                           | 38 558 000 | 147 100 | 0.38      |
| Voievodatul Opole                 | 1 055 700  | 104 400 | 9.89      |
| Voievodatul Silezia               | 4 830 000  | 30 500  | 0.63      |
| Voievodatul Varmie-Mazuria        | 1 428 600  | 4 300   | 0.3       |
| Voievodatul Pomerania             | 2 192 000  | 2 000   | 0.09      |
| Voievodatul Silezia de Jos        | 2 898 000  | 1 800   | 0.06      |
| Voievodatul Pomerania Occidentală | 1694 900   | 1 000   | 0.06      |
| Voievodatul Marea Polonie         | 3 365 300  | 800     | 0.02      |
| Voievodatul Cujavie-Pomerania     | 2 068 100  | 600     | 0.03      |
| Voievodatul Lubusz                | 1 009 000  | 500     | 0.05      |
| Voievodatul Mazovia               | 5 136 000  | 400     | 0.01      |
| Voievodatul Łódź                  | 2 597 000  | 300     | 0.01      |